# セイ・ユー・ウィル
セイ・ユー・ウィル(Say You Will)はイギリス・アメリカのバンド、フリートウッド・マックが2003年に発売したアルバムである。ボーカル・キーボード担当のクリスティン・マクヴィーがバンドに入って以来初めて曲を書いていないアルバムになった。（彼女は1998年にバンドを脱退していた）クリスティンは3曲のバックグラウンドボーカルを務めている。その曲は元々リンジー・バッキンガムの未発表のソロアルバム向けに録音された物だった。（2、13、14曲目）
セイ・ユー・ウィルは1982年のミラージュ以来久しぶりにアメリカで3位以内に入ったスタジオアルバムになった。アルバムはRIAAでゴールド認定を2003年7月に受けた。2009年1月には85万8000枚を売り上げたとニールセン・サウンドスキャンが発表した。イギリスでも10万枚を売り上げたとしてゴールド認定された。
限定版が同時発売され、2曲のライブ版（ピースキーパーとセイ・ユー・ウィル）、2曲のスタジオ録音曲（ニックスのノット・メイク・ビリーヴとバッキンガムがカバーしたボブ・ディランのラヴ・マイナス・ゼロ／ノー・リミット）とブックレット、ポスターが追加で入っている。

## 収録曲
1. ホワッツ・ザ・ワールド・カミング・トゥ - "What's the World Coming To" (Buckingham, Raymond) – 3:47
2. マロウ - "Murrow Turning Over in His Grave" (Buckingham) – 4:11
3. イルーメ(9-11) - "Illume (9/11)" (Nicks) – 4:50
4. スローン・ダウン - "Thrown Down" (Nicks) – 4:02
5. ミランダ - "Miranda" (Buckingham) – 4:17
6. レッド・ローヴァー - "Red Rover" (Buckingham) – 3:57
7. セイ・ユー・ウィル - "Say You Will" (Nicks) – 3:47
8. ピースキーパー - "Peacekeeper" (Buckingham) – 4:10
9. カム - "Come" (Buckingham, Heywood) – 5:59
10. スマイル・アット・ユー - "Smile at You" (Nicks) – 4:32
11. ランニング・スルー・ザ・ガーデン - "Running Through the Garden" (Nicks, Kennedy, Nicholson) – 4:33
12. シルヴァー・ガール - "Silver Girl" (Nicks) – 3:59
13. スティール・ユア・ハート・アウェイ - "Steal Your Heart Away" (Buckingham) – 3:33
14. ブリード・トゥ・ラヴ・ハー - "Bleed to Love Her" (Buckingham) – 4:05
15. エヴリバディ・ファインズ・アウト - "Everybody Finds Out" (Nicks, Richard Nowels) – 4:28
16. デスティニー・ルールズ - "Destiny Rules" (Nicks) – 4:26
17. セイ・グッドバイ - "Say Goodbye" (Buckingham) – 3:24
18. グッドバイ・ベイビー - "Goodbye Baby" (Nicks) – 3:50

デラックス・エディション ディスク2
1. ラヴ・マイナス・ゼロ／ノー・リミット - "Love Minus Zero/No Limit" (Bob Dylan) 4:21
2. ノット・メイク・ビリーヴ - "Not Make Believe" (Nicks) 4:30
3. ピースキーパー - "Peacekeeper" (Live) 4:17
4. セイ・ユー・ウィル - "Say You Will" (Live) 3:51

## クレジット

### フリートウッド・マック
- リンジー・バッキンガム - ギター、パーカッション、キーボード、ボーカル
- スティーヴィー・ニックス - キーボード、ボーカル
- ジョン・マクヴィー - ベース
- ミック・フリートウッド - パーカッション、ドラム

### ゲスト
- クリスティン・マクヴィー - 「マロウ」と「ブリード・トゥ・ラヴ・ハー」でのバックグラウンド・ボーカル、「スティール・ユア・ハート・アウェイ」でのキーボードとボーカル
- シェリル・クロウ - 「セイ・ユー・ウィル」と「シルヴァー・ガール」でのバックグラウンド・ボーカル、「セイ・ユー・ウィル」でのリズム・ギター
- ジェミー・ムホベラック - キーボード
- ジョン・ピアス - ベース
- ジョン・シャンクス - ボーカル、ギター、木管楽器

## 制作
- プロデューサー: Lindsey Buckingham, Rob Cavallo, John Shanks
- エンジニア: Lindsey Buckingham, Ken Allardyce, Ken Koroshetz, Ray Lindsey, Mark Needham, Phil Nichols, Matthew J Doughty
- ミキシング: Mark Needham, Chris Lord-Alge (Track 16)
- ミキシング・アシスタント: Phil Nichols, Matthew J Doughty, Joe Bozzi
- マスタリング: Bernie Grundman
- アート・ディレクション: Stephen Walker
- 写真: Karen Williams Johnston, Neal Preston, Herbert Worthington III

## チャート

### アルバム
| 年   | チャート                    | 順位 | 登場週数 |
| ---- | --------------------------- | ---- | -------- |
| 2003 | The Billboard 200           | 3    | 23       |
| 2003 | UK Album Chart              | 6    | 8        |
| 2003 | Ireland Albums Top 75       | 6    | 15       |
| 2003 | New Zealand Albums Top 40   | 7    | 6        |
| 2003 | Top Canadian Albums Top 100 | 8    | 13       |
| 2003 | Sweden Album Top 60         | 8    | 5        |
| 2003 | Germany Albums Top 50       | 10   | 8        |
| 2003 | Norway Albums Top 40        | 23   | 2        |
| 2003 | Australia Albums Top 50     | 24   | 5        |
| 2003 | Dutch Albums Top 100        | 28   | 8        |
| 2003 | Swiss Albums Top 100        | 51   | 5        |
| 2003 | France Albums Top 150       | 121  | 1        |

### シングル
| 年   | シングル           | チャート              | 順位 | 登場週数 |
| ---- | ------------------ | --------------------- | ---- | -------- |
| 2003 | ピースキーパー     | US Adult Contemporary | 10   |          |
| 2003 | ピースキーパー     | US Adult Top 40       | 16   |          |
| 2003 | ピースキーパー     | The Billboard Hot 100 | 80   | 11       |
| 2003 | ピースキーパー     | New Zealand Top 40    | 31   | 8        |
| 2003 | セイ・ユー・ウィル | US Adult Contemporary | 17   |          |
| 2003 | セイ・ユー・ウィル | US Adult Top 40       | 21   |          |